# Johann Georg Hagen
Johann Georg Hagen, född 6 mars 1847 i Bregenz, död 5 september 1930 i Rom, var en österrikisk astronom och jesuit.
Hagen blev direktor för Vatikanobservatoriet i Rom 1906. Han är särskilt känd för sina grundläggande arbeten över föränderliga stjärnor, Atlas stellarum variabilum (1899–1927, oavslutad) och Die veränderlichen Sterne (2 band, 1913–1924).